# Warnfried Dettling

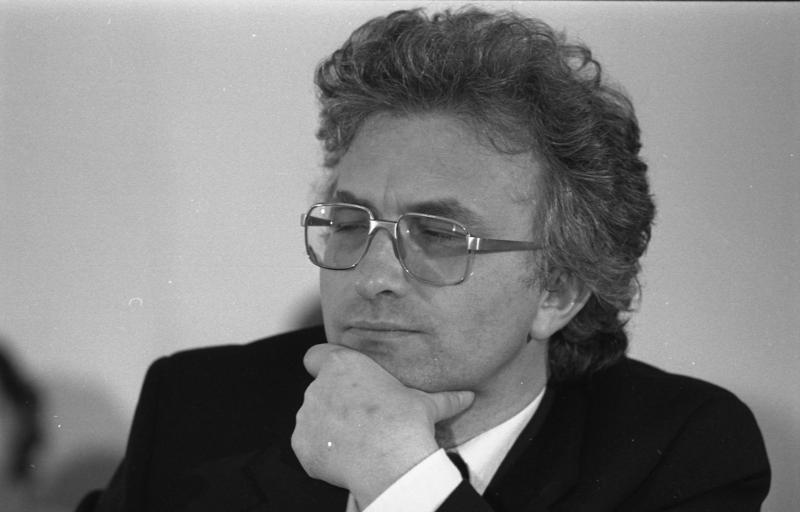
Warnfried Dettling auf dem CDU-Friedenskongress 1983 in Bonn.

Warnfried Dettling (* 1943 in Kuppenheim, Baden) ist ein deutscher Politologe und Publizist.

## Leben
Dettling studierte Politologie, Soziologie, Klassische Philologie und Philosophie an der Universität Würzburg, der Universität Freiburg im Breisgau und an der London School of Economics and Political Sciences und wurde nach dem Magisterabschluss M.A. 1981 an der Universität Freiburg mit einer Untersuchung über die Verteilung der Macht zwischen Mitgliedern und Funktionären von Gewerkschaften zum Dr. phil. promoviert.
Von 1973 bis 1983 war er zunächst Leiter der Planungsgruppe, später auch der Hauptabteilung Politik in der CDU-Bundesgeschäftsstelle, danach bis 1991 Ministerialdirektor im Bundesministerium für Jugend, Familie, Frauen und Gesundheit. 1991–1992 war er Leiter der Grundsatzabteilung im baden-württembergischen Staatsministerium unter Erwin Teufel (CDU).
Dettling lebt als freier Publizist in Berlin und im niederösterreichischen Waldviertel.
Er ist mit der Familienforscherin und ehemaligen baden-württembergischen Staatsrätin Gisela Erler verheiratet. Der Zukunftsforscher Daniel Dettling ist ihr gemeinsamer Sohn.

## Werke (Auswahl)
- Zeitenwende, Wendezeiten, Luther. Vlg. Hannover, 2002.
- Die Stadt und ihre Bürger. Neue Wege in der kommunalen Sozialpolitik; Grundlagen, Beispiele, Perspektiven. Bertelsmann, Gütersloh 2001.
- Wirtschaftskummerland? Nach dem Globalisierungsschock: Wege aus der Krise, Kindler Verlag, München, 1998.
- Politik und Lebenswelt. Vom Wohlfahrtsstaat zur Wohlfahrtsgesellschaft, Verlag Bertelsmann Stiftung, Gütersloh, 1995.
- Das Erbe Kohls. Bilanz einer Ära, Eichborn Vlg., Frankfurt, 1993.
- Die gelenkte Gesellschaft. Investitionslenkung und ihre Folgen, Olzog, München, 1984.
- Demokratie in Gewerkschaften, Gewerkschaften in der Demokratie. Die Verteilung der Macht zwischen Mitgliedern und Funktionären. Olzog, München 1983 (Dissertation Universität Freiburg/Br.).
- (Hrsg.): Macht der Verbände – Ohnmacht der Demokratie? Beiträge zur Theorie und Politik der Verbände. Olzog, München 1976.
- mit Philipp Herder-Dorneich: Die neue soziale Frage und die Zukunft der Demokratie. Eichholz-Verlag, Bonn 1976.
- Die gelenkte Gesellschaft. Investitionslenkung und ihre Folgen. Olzog, München 1976.
- Demokratisierung. Wege und Irrwege. 3. Aufl. Deutscher Instituts-Verlag, Köln 1974.

Festschrift
- Daniel Dettling (Hrsg.): Die Zukunft der Bürgergesellschaft. Herausforderungen und Perspektiven für Staat, Wirtschaft und Gesellschaft ; Festschrift für Warnfried Dettling. Verlag für Sozialwissenschaft, Wiesbaden 2008, ISBN 978-3-531-16198-3.